# Museu de la Civilització
El Museu de la Civilització és un museu inaugurat el 1988 a la ciutat del Quebec, capital d'aquest estat francòfon del Canadà. Situat al cor d'un barri històric i prop de la Place-Royale, el lloc on es fundà l'Amèrica francesa, té una arquitectura moderna però que és un bon exemple d'integració en un entorn històric. Aquest museu es distingeix per la seva museografia innovadora i compta amb la col·lecció més gran del Quebec pel que fa a aspectes etnogràfics, històrics, educatius i de la memòria. El Museu de la Civilització és el vincle entre passat, present i futur, i mostra l'experiència humana del Quebec i d'altres civilitzacions. Les noves tecnologies i les projeccions multimèdia contribueixen a la vitalitat de les exposicions i a facilitar-ne la visita.
Abans que els colonitzadors francesos i anglesos arribessin al Canadà, el territori estava habitat per tribus ameríndies. Amb l'arribada dels europeus els pobles aborígens van patir la marginació en les seves pròpies terres i durant anys han estat lluitant pels seus drets i reivindicant el que era seu. Un exemple d'aquesta lluita és la dels inuits o esquimals que, finalment, l'any 1999 van aconseguir que el govern canadenc en reconegués l'autonomia. L'Estat del Quebec, a més, ha mantingut les seves arrels francòfones en un territori de tradició anglosaxona des que els colonitzadors europeus van arribar a Amèrica.